# Хопприч, Карл
Карл Джером Хопприч (англ. Carl Jerome Hopprich; 7 марта 1996) — сейшельский футболист, полузащитник целендорфской «Герты» и сборной Сейшельских Островов.

## Биография

### Клубная карьера
Воспитанник футбольного клуба «Герта», из района Целендорф в Берлине. За основную команду дебютировал 29 апреля 2016 года в матче 25-го тура немецкой оберлиги, в котором был заменён на 73-й минуте.

### Карьера в сборной
2 июня 2016 года дебютировал за сборную Сейшельских Островов в отборочном матче Кубка африканских наций против сборной Алжира. Всего в период с 2016 по 2018 год сыграл 10 матчей.